# グランドバンク

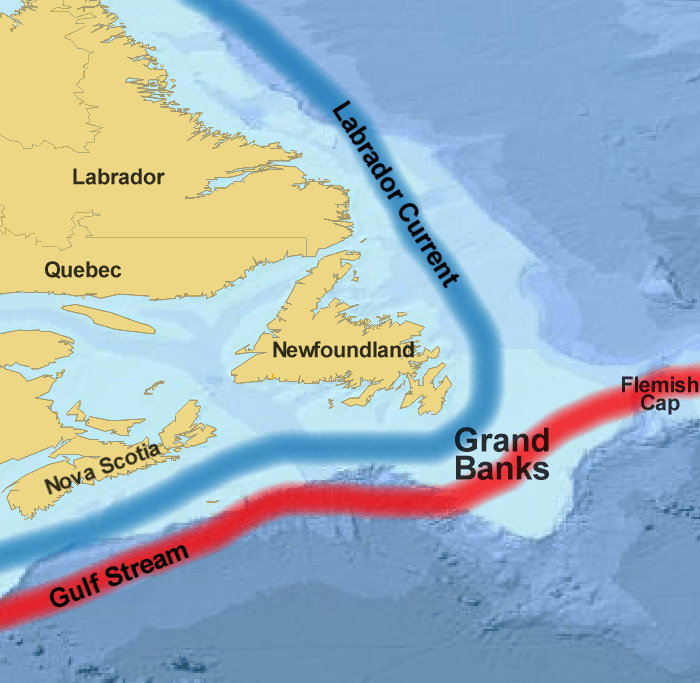
グランドバンクの地図。ニューファンドランド南東に延びる浅い大陸棚で、寒流と暖流がぶつかっている

グランドバンク（グランドバンクス、Grand Banks）は、北アメリカ大陸東海岸の大陸棚にある海面下の台地群（堆）である。カナダ・ニューファンドランド島の南東沖の大西洋に広がり、その水深は海面下25mから100mにおよぶ。北から流れるラブラドル海流（寒流）と、南から流れるメキシコ湾流（暖流）がぶつかる潮目の海域で、浅く複雑な海底地形もあいまって、世界有数の好漁場になっているが、近年は乱獲による漁業資源の枯渇が著しい。

## 好漁場のメカニズム
この海域では、暖流と寒流が混ざる上、海底地形の形状もあって、養分の豊かな海水が海面に上昇する。このため多くの魚がグランドバンクの上に集まっている。代表的な魚には、タラ（タイセイヨウダラ）、モンツキダラ（haddock、ハドック、タラの一種）、カラフトシシャモ（キャペリン、capelin）が含まれる。海底ではホタテガイを含む貝類、ロブスターも大量に生息している。また魚を狙って集まるシロカツオドリ（Northern Gannet）、ミズナギドリ類、アイサ類などの海鳥の大規模なコロニーが海上にあるほか、アシカ類、イルカ、クジラなどの水棲哺乳類も集まっている。
寒流と暖流が交じり合うことは、養分が増える一方でこの海域に深い霧を発生させている。特に温暖な風が寒流の上を吹く春から夏にかけては、海上は煙のような霧に覆われる。

## 大西洋岸経済を支えた漁場の歴史
アメリカ先住民は古くから沿岸で漁労をしてきたほか、早くも15世紀にはバスク地方の漁民など、ヨーロッパの漁民や航海者がこの周辺まで達して漁をしていたと見られる。いくつかの記録には「タラの土地」という意味の「バカラオ（Bacalao）」という場所に言及しているものがあるが、これはニューファンドランド島ではないかと考えられている。しかし、グランドバンクに関してヨーロッパ人が残した確実な最古の記録は、1497年のジョン・カボットの北米沿岸探検の際のもので、彼が報告した大量の魚が獲れる海域の存在は瞬く間にヨーロッパ人の知るところとなった。1500年代にはフランス、スペイン、ポルトガル、イングランドの漁船がこの海域で操業するようになり、後には多くの漁民がニューファンドランド島などに入植した。これらの魚はヨーロッパ諸国の争いの原因ともなったほか、カナダ東部やニューイングランドの初期の経済では輸出品などとして重要な役割を果たした。

## 天然資源と災害
またグランドバンクでは石油資源も見つかっており、ハイバーニア油田、テラ・ノヴァ油田、ホワイトローズ油田などの海底油田開発計画が進められている。一方で、グランドバンク海域は嵐の多い気候のため、1982年には半潜水式石油掘削装置「オーシャンレンジャー」の沈没事故が起こり84人全員が行方不明になった。
1929年11月18日、大規模な海底地震 (グランドバンク地震) がグランドバンク南西部で起こり、巨大な海底斜面崩壊を引き起こした。これにより大西洋横断ケーブルが途切れたほか、ニューファンドランド島の南海岸やケープブレトン島東部に津波が襲い、ニューファンドランド島南部のビューリン半島に27人の死者を出している。

## タラの激減とグランドバンクスの漁業の崩壊

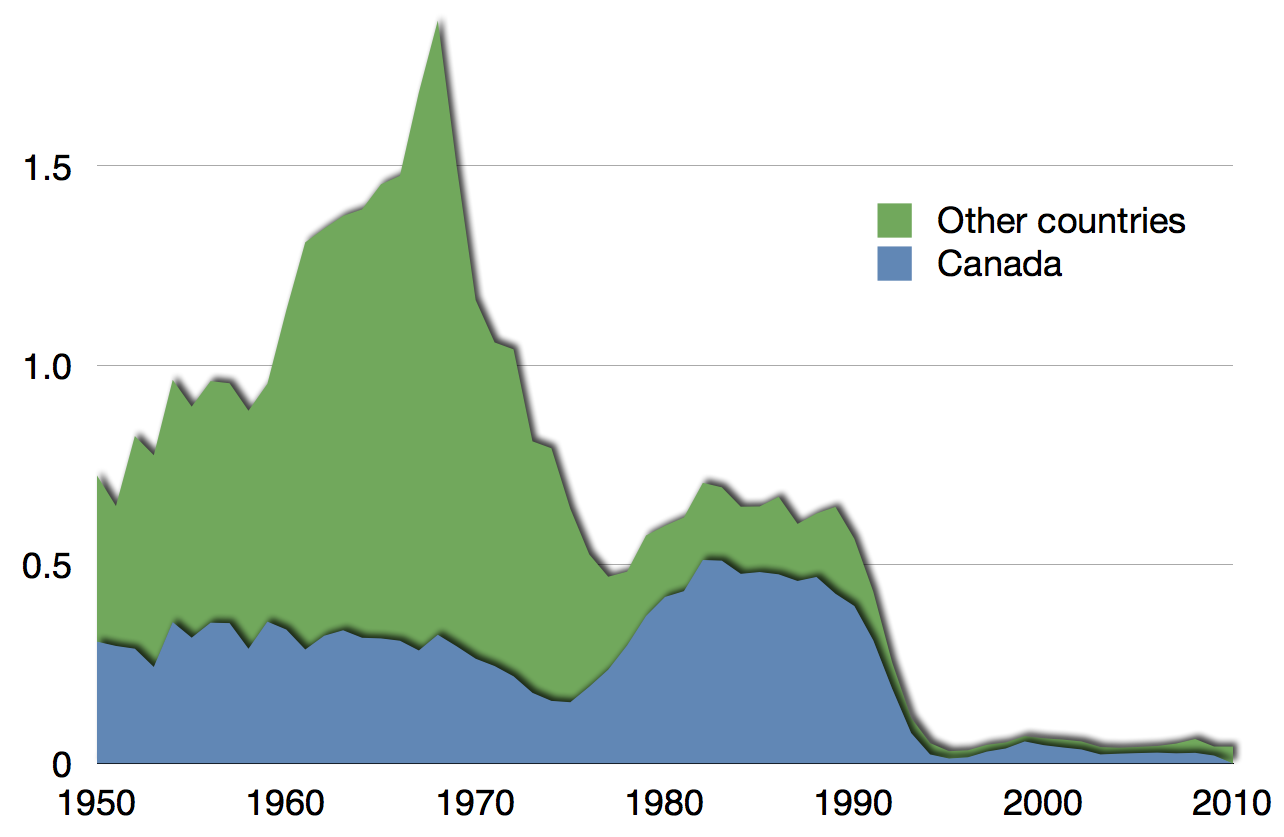
北大西洋のタラ漁獲量の変遷。縦軸の単位は100万トン、横軸は西暦、グラフのうち青の部分はカナダによる漁獲、緑は西欧を中心とする他国の漁獲。
1950年代から1960年代の漁業技術の進歩による乱獲、生態学的な原因、漁業関係者が自分の漁獲を最大化するように動き漁獲制限などの協調をとらなかったことなどから、1990年を境にタラ資源は崩壊し、1992年からはカナダ政府は長期間の禁漁に入った。もっともその後も政府は漁民の生活を保障するために一定期間の操業を認めており、その期間中の乱獲が続いている

現在のグランドバンクでは、漁船の大規模化やソナー（魚群探知機）の進化などにより乱獲の危機が叫ばれ、魚の生存数も深刻なほどの減少傾向にある。
かつては伝統的なはえ縄漁で行われていたタラ漁は、第二次世界大戦後、大型トロール船による大規模な底引き網漁へと変貌した。しかし海底を根こそぎにする漁法によってタラの産卵場となる海底地形の破壊が進むほか、経済的にはタラほど価値はないが生態学的には重要だった多数の魚種の混獲が行われて生態系に悪影響を与えた。数十年間にわたる乱獲で、1990年ごろを境にかつて至るところにいたタラがほとんど獲れなくなるという危機的状況に陥った。1992年にカナダ政府はグランドバンクの漁場を閉鎖し、1990年代以降、カナダ政府は漁業資源回復のために何度も大幅な漁獲量制限や漁期制限を行っているものの、一部の水域でタラの回復が見られるほかは、大部分の海域ではいまだにタラは戻っていない。
沿岸の漁民にはロブスター漁に転向する者もいるが、大部分の漁師は生活の維持が困難となり、住み慣れた漁村を去ったり、沖合油田や大都市への出稼ぎを強いられたりする非常な苦境にある。こうしたアトランティック・カナダの貧困化はカナダ国内の社会問題となりつつある。また、いまだタラの生息数は危機的としてタラ漁の規制継続を主張する漁業管理官や海洋研究所の漁業研究者と、タラの生息数は十分に回復しつつあるとして制限撤廃を主張する漁民との意見の対立も深刻である。
周辺国による、領海や排他的経済水域（EEZ）の境界論争も乱獲を加速している。現在のカナダのEEZはグランドバンクの大半を占めているが、東に長く伸びている「鼻」（フレミッシュ・キャップ Flemish Cap 周辺の浅い海域）や、南に伸びている「尾」などの部分はEEZからはみ出しており、この部分での底引き網漁操業や乱獲をめぐってカナダとEUとの間で1990年代半ば以降深刻な国際問題に発展している（イシビラメ戦争）。しかし、カナダが近年グランドバンク周辺で進めている水路調査や地質学調査は、海洋法に関する国際連合条約（UNCLOS）の条件を満たしてカナダ東方沖の大陸棚全域にEEZを適用するために必要なデータ収集である。UNCLOSのこの部分が批准されれば、カナダはグランドバンクのEEZ域外にも経済的主権を延ばすと考えられている。
アメリカ合衆国はパリ条約 (1763年) により、EEZとは関係なくグランドバンクでの一定の漁業権を認められている。フランスはニューファンドランド島南沖のサンピエール島・ミクロン島を領有することによりグランドバンクの一部を自国のEEZとしているが、EEZの範囲を巡ってカナダと対立し続けている。

## フィクション
グランドバンクにおける漁民の活動や嵐との闘いを描いたフィクション・半フィクション作品には、ラドヤード・キップリングの小説『勇ましい船長（勇敢な船長、Captains Courageous ）』（1897年）やセバスチャン・ユンガーの小説で映画化もされた『パーフェクト ストーム』（1997年出版）がある。

## テレビ番組
- 日経スペシャル ガイアの夜明け 限りある魚を守れ～世界の水産資源の危機～（2007年11月27日、テレビ東京）[1] - グランドバンクスの漁場の今を取材。